# 大隅高山站

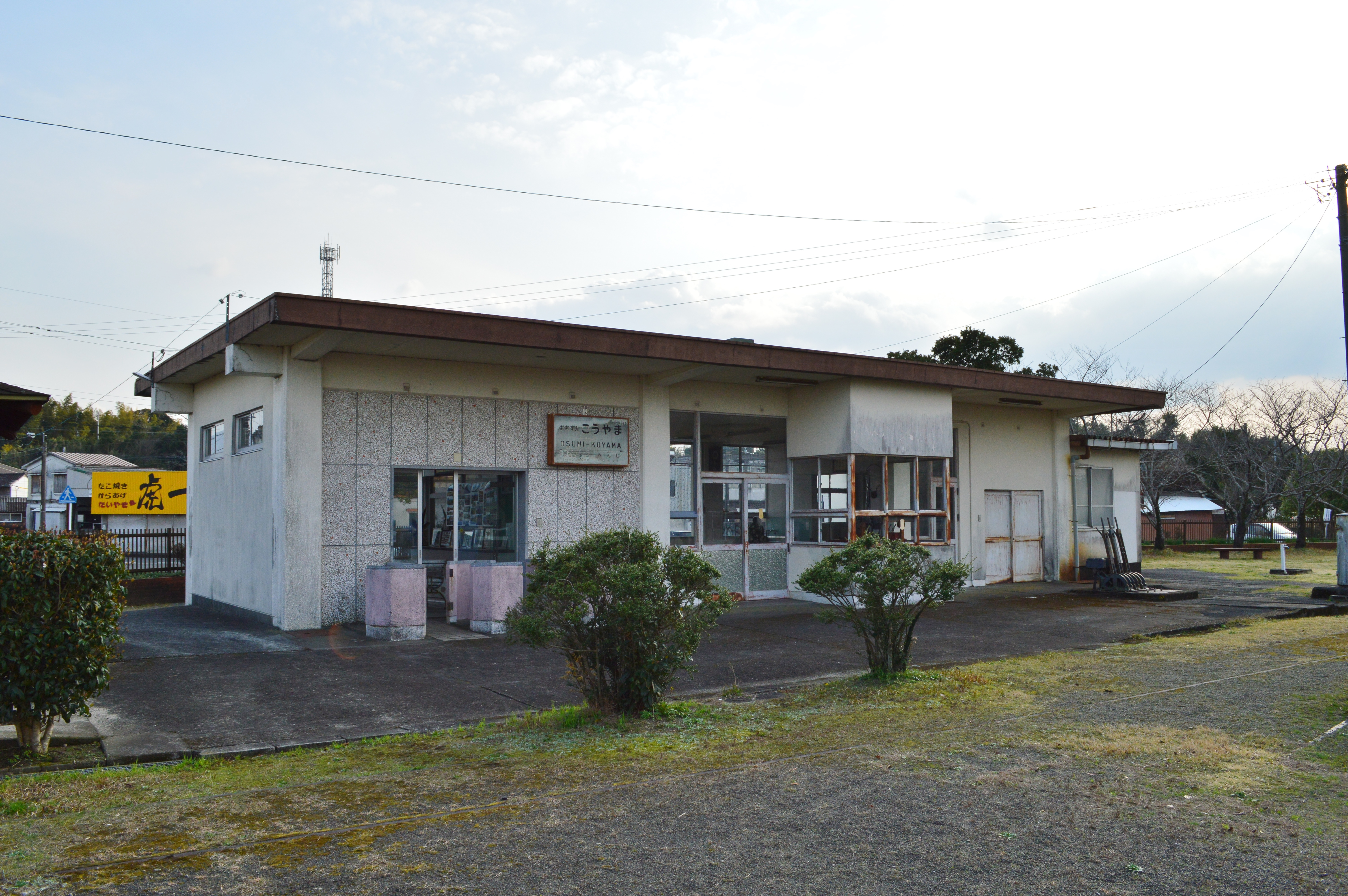
車站大樓遺蹟（後方）

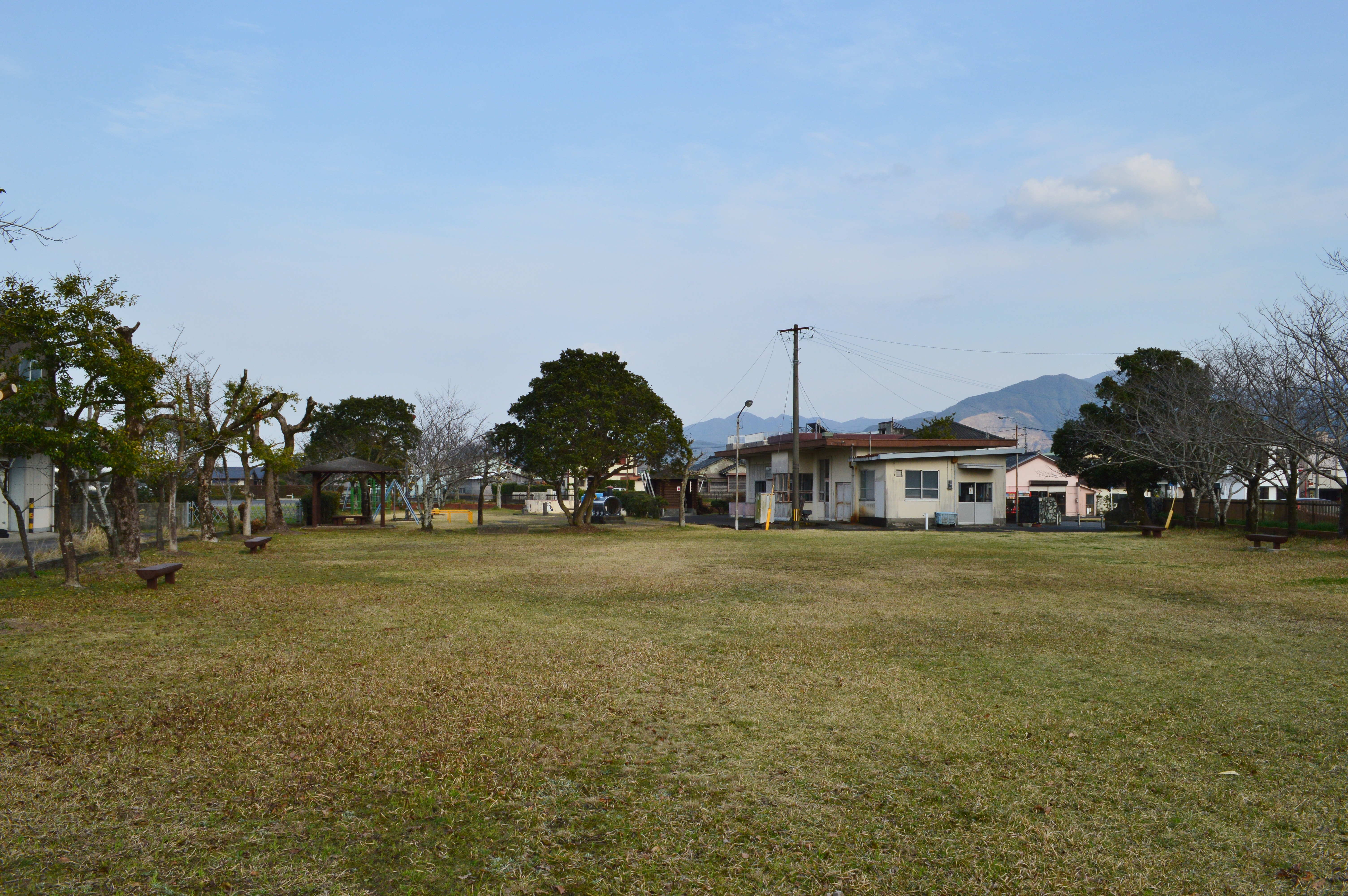
站址遺蹟

大隅高山站（日语：／ Ōsumi-Kōyama eki */?）是位於鹿兒島縣肝屬郡肝付町前田，日本國有鐵道（國鐵）的大隅線車站（廢站）。

## 歷史
此站原來是由當地私鐵大隅鐵道建造。當時鐵路線從鹿屋方向延長至此處，於1920年（大正9年）12月23日開設終點站。當初鐵路線是一條762毫米的輕便鐵道。在1921年（大正10年）8月11日，鐵路線延長至串良站，成為中途站。
大隅鐵道在1935年（昭和10年）6月1日被鐵道省收購，成為國鐵古江線。隨後在1936年（昭和11年）10月23日，古江線改名為古江西線。在大隅鐵道已經建成的車站大樓由於發生牆身腐蝕問題，因此該年國鐵新建新車站大樓和貨物上蓋。在翌年，站長官舍完成。後來，鐵路線進行改變距軌工程，以符合國鐵標準（1,067毫米軌距）。在1938年（昭和13年）10月10日完成工程，古江東線和古江西線合併名為古江線。
由於車站本身是以輕便鐵道的規格建造，因此月台長度較短。停車場隨即進行延長月台工程，在第二次世界大戰中至戰後進行工程。另外，也開設了營林局和豬肉工場等專用線，此站可進行起卸業務。在1960年（昭和35年），此站的貨物裝載量為14,229公噸，到達量為9,228公噸。裝載的貨物包括紙漿、木炭和煙草，到達的貨物包括肥料、水泥和小麥粉等物品。另外在1963年（昭和38年），此站鄰近的內之浦町（後來在平成之大合併中與高山町合併成為肝付町）開設了內之浦宇宙空間觀測所，該處會發射火箭升空，當時也運送了火箭相關器材前往大隅高山站。
在1965年（昭和40年）2月，車站大樓進行翻新。第三代車站大樓是一個鋼筋混凝土建築物，總樓面215平方米。當時車站大樓內設有廁所，在地區車站中比較少見。另外，在1969年（昭和44年）前，站前廣場和站前通相繼進行工程。
但是在1971年（昭和46年），此站的貨物業務終止。起卸火箭物資的車站改為在志布志站進行。後來，隨著鐵路線延長至國分，路線全線開通，古江線改名為大隅線。由於大隅線使用人次減少，於1987年（昭和62年）3月14日全線廢止，此站也成為廢站。

### 年表
- 1920年（大正9年）12月23日 - 大隅鐵道高山站啟用，當時車站為終點站，軌距762毫米。
- 1921年（大正10年）8月11日 - 高山至串良之間開通，成為中途站。
- 1935年（昭和10年）6月1日 - 鐵道省收購大隅鐵道，成為國鐵古江線車站。車站改名為大隅高山站。
- 1936年（昭和11年）10月23日 - 國鐵古江東線東串良至串良之間開通，古江線改名，以西路段為古江西線。
- 1937年（昭和12年）6月1日 - 車站長官舍竣工。
- 1938年（昭和13年）10月10日 - 古江西線改軌距工程完畢，古江東線與古江西線合併為古江線。但是當時車站進行水災。
- 1941年（昭和16年） - 上行貨物線延長35米。
- 1944年（昭和19年）9月 - 上下行本線延長120米，1號月台長55米，4號月台長60米，貨物線長46米。
- 1946年（昭和21年） - 營林局專用線，即原来的荒荷線延長40米。
- 1953年（昭和28年）4月 - 起重機電動化。
- 1957年（昭和32年）3月 - 為了方便司機，下行場內信號機遷移。
- 1959年（昭和34年）3月 - 為了方便司機，上行場內信號機遷移。
- 1963年（昭和38年）8月 - 九州公豚社專用線開始使用，熊本營林局專用線廢止。
- 1965年（昭和40年）7月 - 車站大樓翻新。
- 1971年（昭和46年）10月4日 - 結束貨物業務。
- 1972年（昭和47年）9月9日 - 路線名稱改為大隅線[2]。
- 1987年（昭和62年）3月14日 - 大隅線全線廢止，此站也廢止[2]。

## 廢止時的車站構造
此站是地面車站，設有1面2線的島式月台，當時可進行列車交會。此站是委託車站。車站大樓以鋼筋製成。

## 現狀
車站大樓仍然存在，並變成高山鐵道紀念公園。雖經路軌處變成兒童遊樂場，該處還有臂木式號誌機。

## 相鄰車站
日本國有鐵道
大隅線
下小原－大隅高山－論地

## 注腳
1. 1 2 3 4  . JTB出版. : 333 （日语）.
2. 1 2  . 鐵道雜誌（日语：鉄道ジャーナル） (鐵道雜誌社). 1987-06, 21 (7): 96–98 （日语）.